# Fritz Savioli
Fritz Savioli (* 26. Mai 1905 in Mettlach; † 13. Oktober 1994 in Merzig) war ein deutscher bzw. saarländischer Politiker der Sozialdemokratischen Partei Deutschlands (SPD) und der Sozialdemokratischen Partei des Saarlandes (SPS).
Nach dem Besuch der Volksschule in Mettlach war Savioli von 1919 an sowohl im Bergbau als auch in der Gewerkschaft tätig. 1935 wechselte er in den Straßenbau und arbeitete zudem als Gewerkschafter. Von 1940 bis 1945 nahm er am Zweiten Weltkrieg teil. Danach kehrte in den Bergbau zurück, dort arbeitete er dann in der Verwaltung.
Nachdem er bereits seit 1929 Mitglied der SPD war, trat Savioli 1946 in die SPS ein. Er war von 1946 bis 1949 Fraktionsvorsitzender seiner Partei im Rat der Gemeinde Ensdorf (Saar) sowie ab 1948 1. Beigeordneter. Von 1950 bis zur Auflösung der Partei am 18. März 1956 war er stellvertretender Vorsitzender des Unterbezirks Merzig der SPS. 1953 beteiligte er sich an der Neugründung der Ortsgruppe der SPS in Merzig-Reimsbach.
Bei der Landtagswahl 1952 wurde Savioli in den Landtag des Saarlandes gewählt. Dort war er in den Ausschüssen für Kultur, Wiederaufbau und Wirtschaft tätig. Nach der Neuwahl 1955 schied er aus dem Parlament aus.